# Álvaro González (actor)
Rodulfo Rumildo Curotto Cruzado (Ica, 20 de marzo de 1927 - Lima, 2 de agosto de 2016) fue un actor cómico y cantante peruano conocido por su seudónimo, Álvaro González. Participó en diferentes programas cómicos como Risas y salsa, Las mil y una de Carlos Álvarez, JB Noticias y La paisana Jacinta.

## Biografía
Nacido en una familia con inclinaciones artísticas y de 14 hermanos, se inspiró en un tenor trujillano llamado Fortunato de Orbegozo, para hacer canto. Tras practicarlo, se presentó en un concurso para una radio, el cual ganó. Poco después, a los 18 años, empezó a estudiar teatro. Empezó su carrera actoral haciendo radio-teatro, trabajando para las emisoras Victoria, La Crónica y Nacional.
Como cantante, se desempeñó cantando para un dueto cantor llamado Los Michis, junto con Fernando Farrez.
Además de dedicarse a las artes, también vendía quesos en el mercado La Parada, en Lima. Pasó sus últimos años recluido, pero dio algunas entrevistas donde recordaba su época de cómico y anécdotas. Su última aparición televisiva fue en el primer capítulo de la última temporada de La Paisana Jacinta.
El 20 de julio del 2016 Álvaro González fue internado al hospital de Lima tras una infección generalizada. Falleció a los 89 años la mañana del martes 2 de agosto del 2016. La institución EsSalud confirmó la noticia.

## Filmografía

### Telenovelas
- Las madres nunca mueren

### Películas
- La muerte llega en el segundo show — Rico

### Comedia
- El tornillo (1971-1975)[8]
- Risas y salsa (1980-1992)
- La banda del Choclito (1984-1992/2005)
- Las mil y una de Carlos Álvarez (1993-1997)
- JB Noticias (1998-2001)
- La paisana Jacinta (1999-2002/2014)
- Los cuentos de la paisana Jacinta